# Evening News
The Evening News var en brittisk dagstidning, utgiven i London 1881-1980.
The Evening News grundades som aftontidning under titeln Evening news and post. Som strängt konservativt organ köptes tidningen 1894 av en förening med Alfred Harmsworth (senare Lord Northcliffe) som ordförande. Den övergick till dennes bror, Harold Harmsworth, Lord Rothermere.